# Clavulinopsis
Clavulinopsis là một chi nấm trong họ Clavariaceae. Chi này được miêu tả khoa học đầu tiên năm 1923 bởi Casper van Overeem, phân bố phổ biến và có 33 loài.

## Hình ảnh

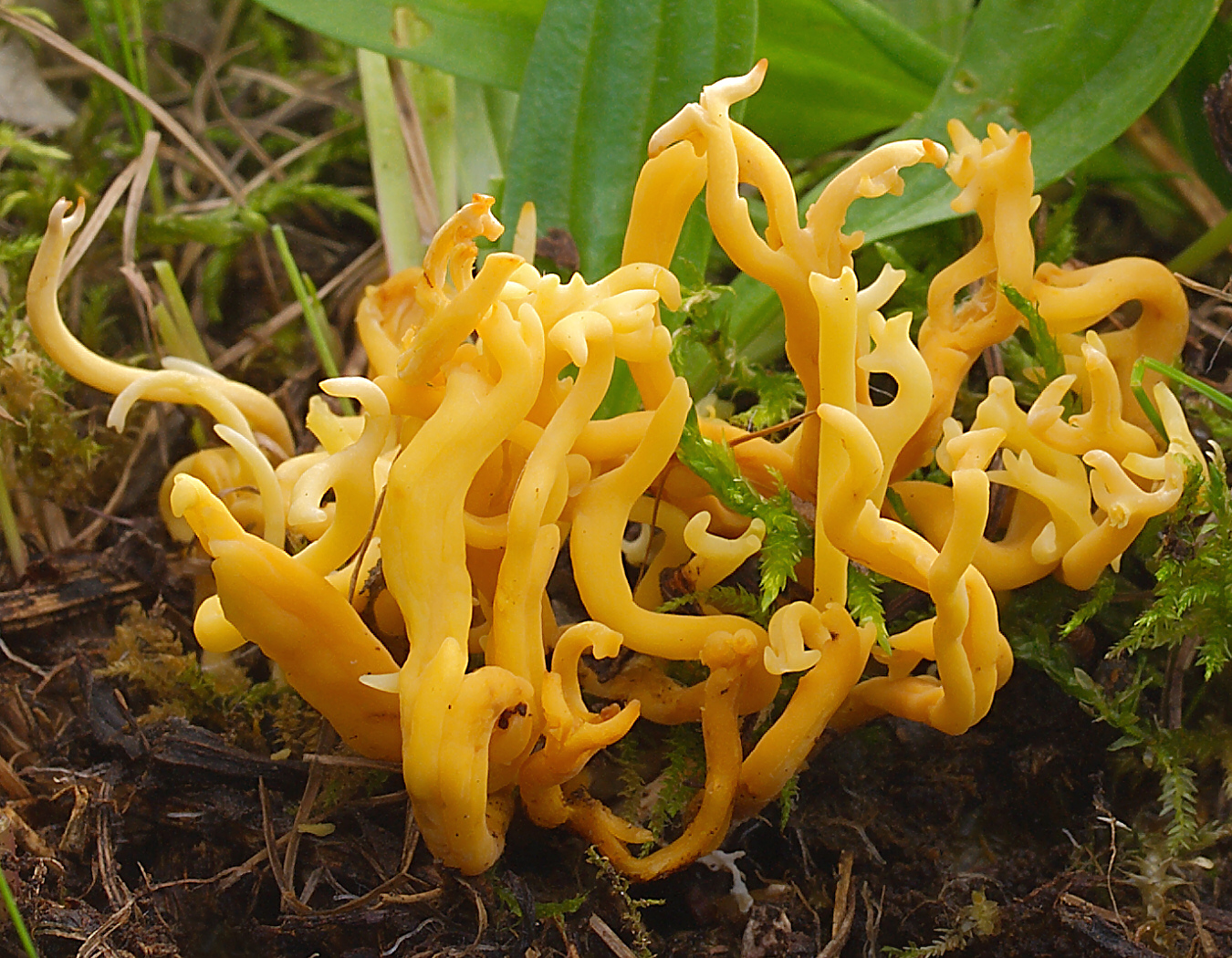
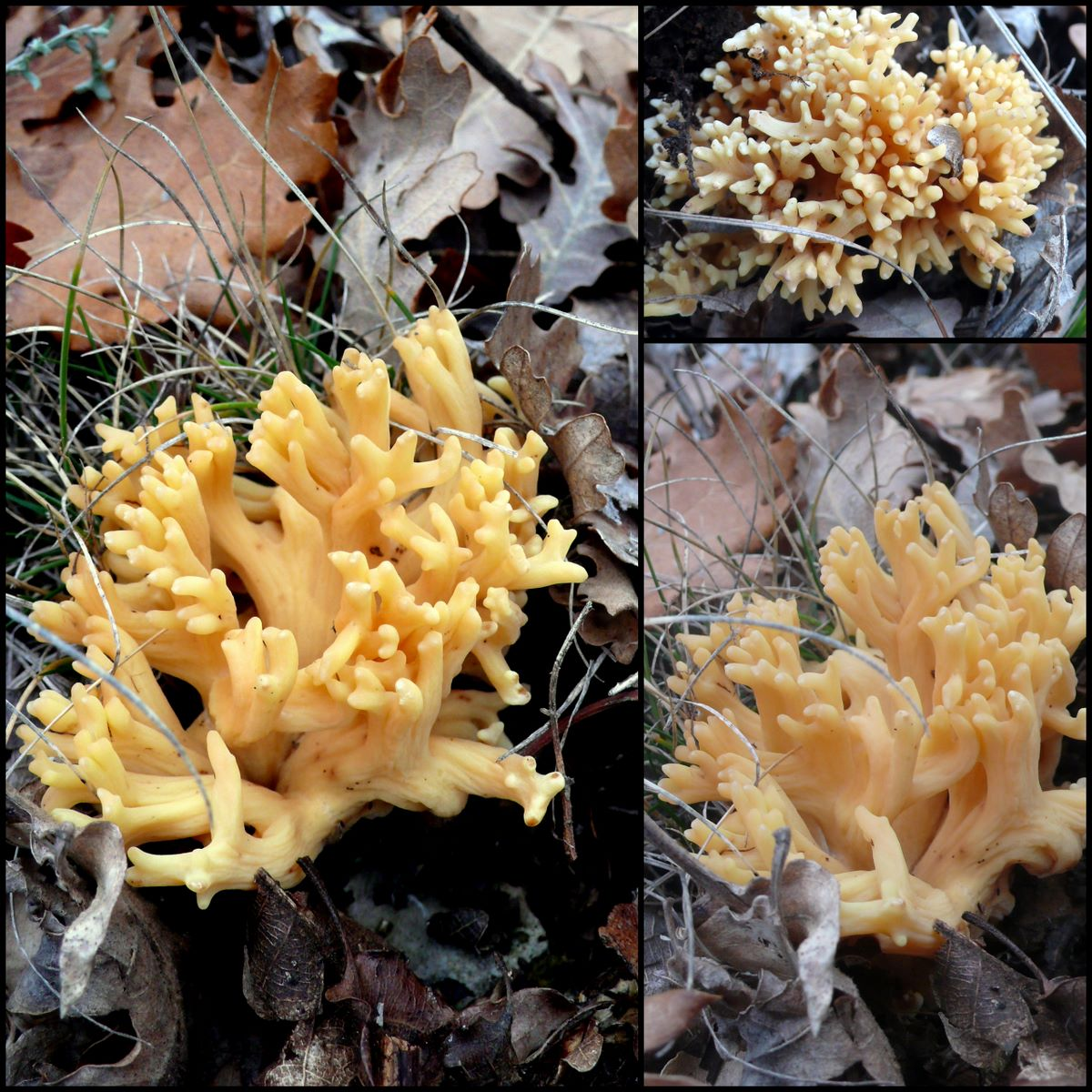
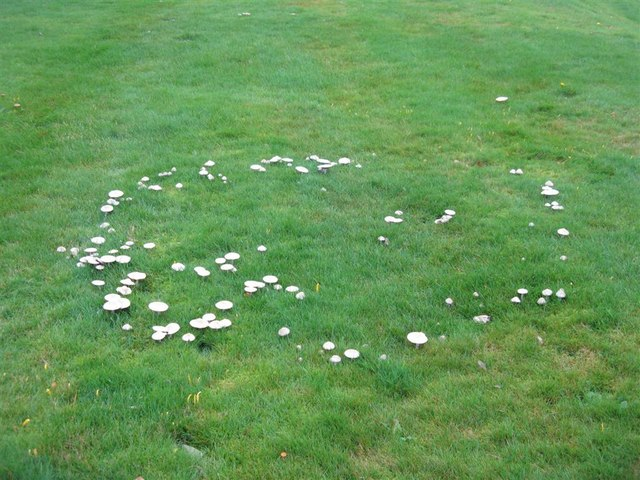

## Các loài
- C. alcicornis
- C. amoena
- C. antillarum
- C. archeri
- C. arenicola
- C. aurantiobrunnea
- C. aurantiocinnabarina
- C. boninensis
- C. brevipes
- C. candida
- C. cinnamomea
- C. citrinoalba
- C. corallinorosacea
- C. corniculata
- C. depokensis
- C. dichotoma
- C. fruticula
- C. fusiformis
- C. griseola
- C. helvola
- C. hisingeri
- C. laeticolor
- C. ledermannii
- C. lignicola
- C. luteo-ochracea
- C. luteoalba
- C. luteonana
- C. luticola
- C. michelii
- C. rufipes
- C. semivestita
- C. sibutiana
- C. spiralis
- C. subarctica
- C. sulcata
- C. umbrinella